# Jeux d'Amérique centrale et des Caraïbes de 2014
Navigation
Édition précédente Édition suivante
Les XXIIes Jeux d'Amérique centrale et des Caraïbes se déroulent à Veracruz au Mexique du 14 au 30 novembre 2014.

## Déroulement des Jeux

### Épreuves
- Athlétisme
- Cyclisme

### Pays participants
| - Antigua-et-Barbuda (ANT) - Aruba (ARU) - Bahamas (BAH) - Barbade (BAR) - Belize (BIZ) - Bermudes (BER) - Colombie (COL) - Costa Rica (CRC) - Cuba (CUB) - Dominique (DMA) - Salvador (ESA) | - Grenade (GRN) - Guatemala (GUA) - Guyana (GUY) - Haïti (HAI) - Honduras (HON) - Îles Caïmans (CAY) - Îles Vierges des États-Unis (ISV) - Îles Vierges britanniques (IVB) - Jamaïque (JAM) - Mexique (MEX) - Nicaragua (NCA) | - Panama (PAN) - Porto Rico (PUR) - République dominicaine (DOM) - Saint-Christophe-et-Niévès (SKN) - Saint-Vincent-et-les-Grenadines (VIN) - Sainte-Lucie (LCA) - Suriname (SUR) - Trinité-et-Tobago (TRI) - Venezuela (VEN) |

### Tableau des médailles
- Nation hôte (Mexique)

| Rang  | Nation                          | Or  | Argent | Bronze | Total |
| ----- | ------------------------------- | --- | ------ | ------ | ----- |
| 1     | Cuba                            | 123 | 66     | 65     | 254   |
| 2     | Mexique                         | 115 | 106    | 111    | 332   |
| 3     | Colombie                        | 70  | 75     | 78     | 223   |
| 4     | Venezuela                       | 56  | 79     | 110    | 245   |
| 5     | République dominicaine          | 20  | 34     | 23     | 77    |
| 6     | Porto Rico                      | 15  | 24     | 45     | 84    |
| 7     | Guatemala                       | 15  | 19     | 43     | 77    |
| 8     | Bahamas                         | 4   | 3      | 1      | 8     |
| 9     | Salvador                        | 2   | 9      | 12     | 23    |
| 10    | Trinité-et-Tobago               | 2   | 1      | 8      | 11    |
| 11    | Aruba                           | 2   | 1      | 1      | 4     |
| 12    | Costa Rica                      | 1   | 3      | 11     | 15    |
| 13    | Honduras                        | 1   | 2      | 9      | 12    |
| 14    | Panama                          | 1   | 2      | 4      | 7     |
| 15    | Îles Vierges des États-Unis     | 1   | 2      | 3      | 6     |
| 16    | Dominique                       | 1   | 0      | 1      | 2     |
| 17    | Îles Vierges britanniques       | 1   | 0      | 0      | 1     |
| 17    | Îles Caïmans                    | 1   | 0      | 0      | 1     |
| 17    | Sainte-Lucie                    | 1   | 0      | 0      | 1     |
| 20    | Nicaragua                       | 0   | 2      | 5      | 7     |
| 21    | Barbade                         | 0   | 1      | 3      | 4     |
| 21    | Jamaïque                        | 0   | 1      | 3      | 4     |
| 21    | Suriname                        | 0   | 1      | 3      | 4     |
| 24    | Antigua-et-Barbuda              | 0   | 1      | 0      | 1     |
| 25    | Haïti                           | 0   | 0      | 3      | 3     |
| 26    | Guyana                          | 0   | 0      | 2      | 2     |
| 27    | Bermudes                        | 0   | 0      | 0      | 0     |
| 27    | Saint-Christophe-et-Niévès      | 0   | 0      | 0      | 0     |
| 27    | Grenade                         | 0   | 0      | 0      | 0     |
| 27    | Saint-Vincent-et-les-Grenadines | 0   | 0      | 0      | 0     |
| 27    | Belize                          | 0   | 0      | 0      | 0     |
| Total | Total                           | 432 | 432    | 544    | 1408  |